# Talon
Talon é uma comuna francesa na região administrativa de Borgonha-Franco-Condado, no departamento Nièvre. Estende-se por uma área de 6,33 km². Em 2010 a comuna tinha 41 habitantes (densidade: 6,5 hab./km²).